# Planes para mañana
Pour plus de détails, voir Fiche technique et Distribution.
Planes para mañana est un film espagnol réalisé par Juana Macías, sorti en 2010.

## Synopsis
Inés apprend qu'elle est enceinte, Antonia décide de partir et Marian réalise qu'elle va bientôt mourir.

## Fiche technique
- Titre : Planes para mañana
- Réalisation : Juana Macías
- Scénario : Alberto Bermejo, Juana Macías et Juan Moreno
- Musique : Ignacio Pérez Marín
- Photographie : Guillermo Sempere
- Montage : Juana Macías et Yago Muñiz
- Production : Sofía Morate
- Société de production : Audiovisuales del Monte, Catorce, La huella del gato, Monte Film, Teoponte P. C. et Viernes Producciones
- Pays :  Espagne
- Genre : Drame
- Durée : 96 minutes
- Dates de sortie : 
  -  Espagne : 19 avril 2010

## Distribution
- Carme Elías : Antonia
- Ana Labordeta : Marian
- Goya Toledo : Inés
- Aura Garrido : Mónica
- Jorge Bosch : Julio
- Brendan Price : Bryan
- Adrián Marín : Raúl
- Pablo Viña : Ernesto
- Christophe Miraval : Alberto
- Maite Blasco : la mère d'Inés
- Ava Meade : l'amie de Mónica
- Alexopoulos Nahuel : Bebé
- José Antonio Lucía : Javier
- Andrea Isasi : Eva
- Pepa Gracia : Esther

## Distinctions
Le film a été nommé pour deux prix Goya.